# 柳田英明
柳田英明（日语：／ Yanagida Hideaki，1947年1月1日—），日本男子摔跤运动员。他曾代表日本参加1972年夏季奥林匹克运动会摔跤比赛，获得男子自由式57公斤级金牌。他也曾参加1970年亚洲运动会。